# Cintadamai
Cintadamai is een bestuurslaag in het regentschap Garut van de provincie West-Java, Indonesië. Cintadamai telt 6522 inwoners (volkstelling 2010).